# A Warm Corner
A Warm Corner est un film britannique réalisé par Victor Saville et sorti en 1930. C'est le premier film parlant de Leslie Henson.

## Synopsis
Un magnat du commerce du maïs apprend que la femme qui a attiré son attention à Monte-Carlo est en réalité déjà mariée.

## Fiche technique
- Réalisation : Victor Saville
- Scénario : Angus MacPhail, Victor Saville	d'après une pièce de Franz Arnold, Ernst Bach, Arthur Wimperis et Lauri Wylie.
- Producteur : Michael Balcon
- Photographie : Freddie Young
- Montage : Maclean Rogers
- Genre : Romance[3]
- Production : Gainsborough Pictures
- Durée : 104 minutes
- Date de sortie : 
  - Royaume-Uni : 30 septembre 1930

## Distribution
- Leslie Henson : Mr Corner
- Heather Thatcher : Mimi
- Austin Melford : Peter Price
- Connie Ediss : Mrs Corner
- Toni Edgar-Bruce : Lady Bayswater
- Alfred Wellesley : Mr Turner
- Kim Peacock : Conte Toscani
- Belle Chrystall : Peggy
- George DeWarfaz : Conte Pasetti
- Harry Crocker : Joseph
- Merle Oberon : rôle mineur